# Ivan Matija Škarić
Ivan Matija Škarić (Postira, 13. travnja 1793. – Zadar, 5. prosinca 1871.) bio je hrvatski katolički svećenik, bibličar i prevoditelj.

## Životopis
Studirao je teologiju u Zadru. Tamo je i zaređen za svećenika, 1817. godine. Školovanje je nastavio u Beču, gdje je od 1824. do 1826. doktorirao biblijske znanosti. U Nadbiskupskom sjemeništu u Zadru bio je profesor biblijskih znanosti.
Na ikavici je preveo cijelo Sveto pismo s latinskoga na hrvatski jezik.